# Muscle extenseur ulnaire du carpe
Le muscle extenseur ulnaire du carpe (anciennement appelé muscle cubital postérieur) est un muscle fusiforme de l'avant-bras. Il est situé dans la partie superficielle de la loge antébrachiale postérieure. C'est le muscle le plus superficiel et le plus médial de la loge.
Il est constitué de deux chefs : un chef huméral et un chef ulnaire.

## Origine

### Chef huméral du muscle extenseur ulnaire du carpe
Le chef huméral du muscle extenseur ulnaire du carpe se fixe par l'intermédiaire du tendon commun des extenseurs sur l'épicondyle latéral de l'humérus.

### Chef ulnaire du muscle extenseur ulnaire du carpe
Le chef ulnaire du muscle extenseur ulnaire du carpe se fixe sur le bord postérieur de l'ulna et sur les septums de séparation qui le séparent des muscles extenseur du petit doigt et supinateur).

## Description
Les deux chefs fusionnent et se dirigent obliquement en bas et en dedans et médialement du muscle extenseur du petit doigt.

## Insertion
Le muscle extenseur ulnaire du carpe se termine par un tendon s'insérant sur le tubercule postéro-médial de la base du cinquième métacarpien.

## Innervation
Le muscle extenseur ulnaire du carpe est innervé par le nerf du muscle extenseur ulnaire du carpe issu du rameau profond du nerf radial.

## Action
Le muscle extenseur ulnaire du carpe est extenseur et adducteur de la main sur l'avant bras.

## Galerie

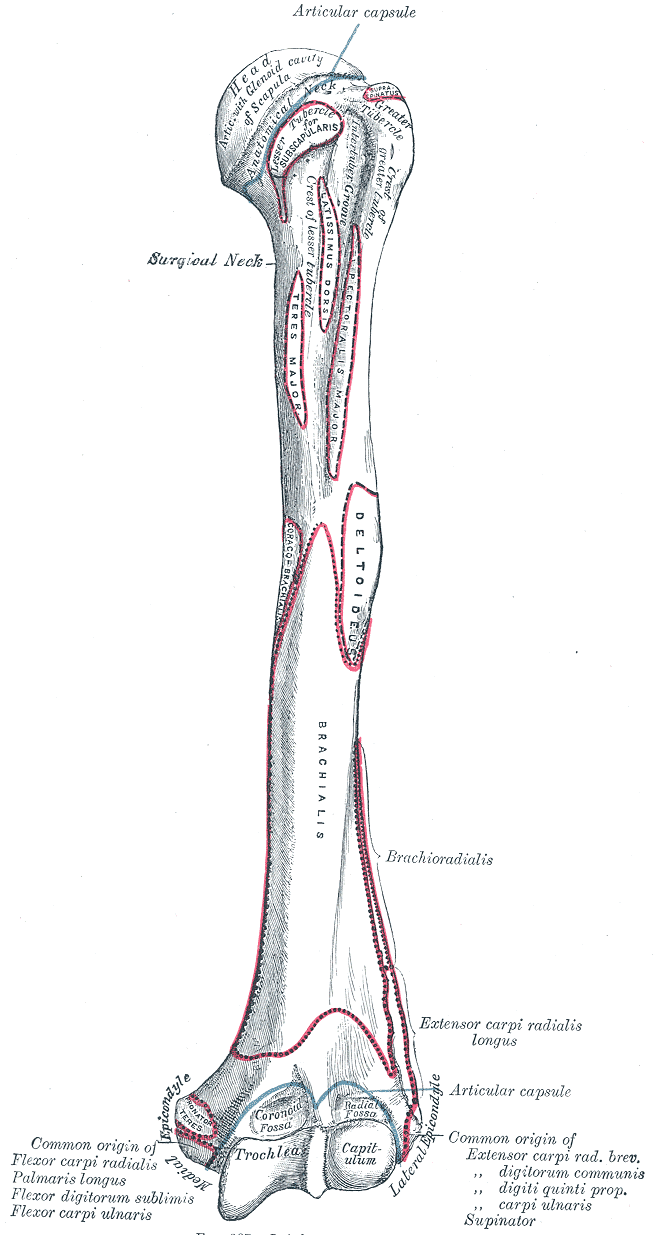
Origine humérale du chef huméral du muscle extenseur ulnaire du carpe (Extensor carpi ulnaris)
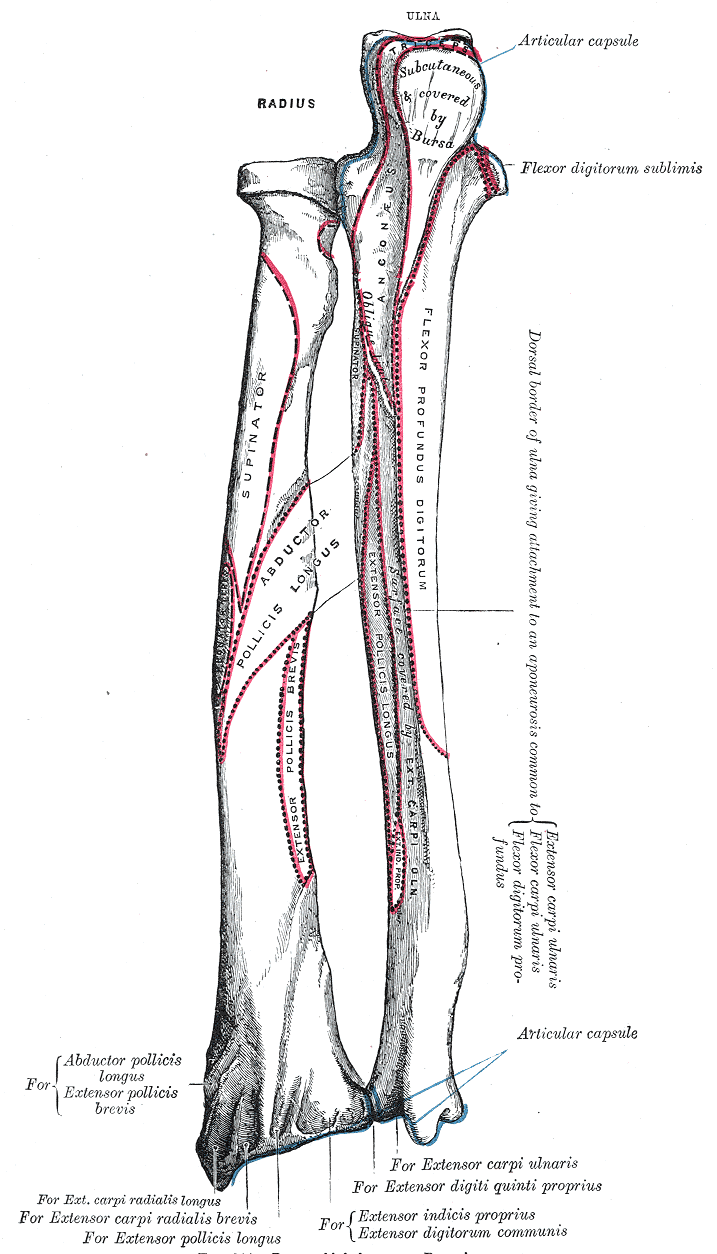
Origine ulnaire du chef ulnaire du muscle extenseur ulnaire du carpe (Extensor carpi ulnaris)
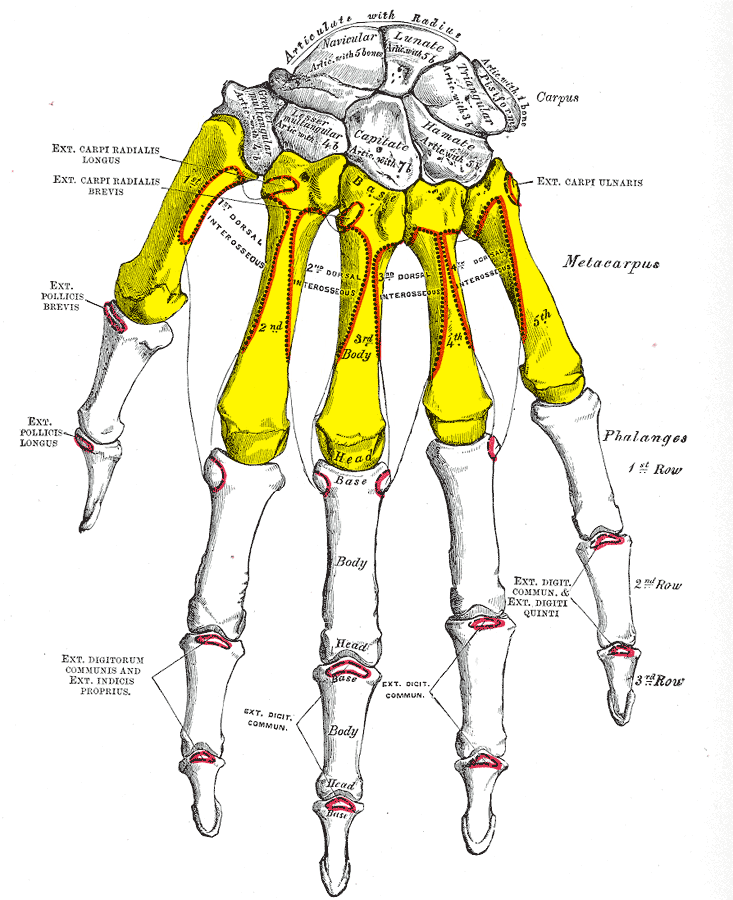
Insertion sur le cinquième métacarpien du muscle extenseur ulnaire du carpe (Extensor carpi ulnaris)